# Lublin-51
Lublin-51 a fost un camion produs de Lublin din 1948 până în 1958. Aproximativ 30.000 de unități ale camionului au fost vândute, iar unele dintre ele au fost folosite și de către militari, fiind exportat și în Germania de Est. S-a bazat pe camionul GAZ-51 și variantele sale. În primele luni de la lansare, au fost produse și vândute aproximativ 500 de unități. Era cel mai popular camion din Polonia la acea vreme și este încă destul de obișnuit.
În 1953 au fost vândute în jur de 10.000 de unități, iar popularitatea vehiculului a crescut, dar vânzările au scăzut în decursul anilor, iar în 1955 au fost vândute în jur de 5.000 de unități. În 1956 s-au vândut doar 985 și în 1958 camionul a fost întrerupt și înlocuit cu FSC Zuk, care era puțin mai mic decât predecesorul său.